# コステロ・ミュージック
『コステロ・ミュージック』（Costello Music）は、スコットランドのロックバンド、ザ・フラテリスのデビューアルバムである。

## 概要
- BECKの『ミッドナイト・ヴァルチャーズ』、『グエロ』やベル・アンド・セバスチャンの『ライフ・パースート』を手掛けたトニー・ホッファーがプロデュースしている。
- 収録はアメリカ、ロサンゼルスで行われた。
- 日本版初回生産分にはノイズが混入されており、購入者には発売元のユニバーサルミュージックにより商品の無償交換が行われている。
- 14・15曲目、収録ビデオは日本盤ボーナス・トラック。

## 収録曲
1. Henrietta（ヘンリエッタ）
2. Flathead（気取りやフラッツ）
3. Cuntry Boys & City Girls（カントリー・ボーイズ・アンド・シティー・ガールズ）
4. Whistle for the choir（ホィッスル・フォー・ザ・クワイア）
5. Chelsea dagger（チェルシー・ダガー）
6. For the girl（フォー・ザ・ガール）
7. Doginabag（ドッグインアバッグ）
8. Creepin up the backstairs（クリーピン・アップ・ザ・バックステアーズ）
9. Vince the loveable stoner（ヴィンス・ザ・ラヴァブル・ストーナー）
10. Everybody knows you cried last night（エヴリバディ・ノウズ・ユー・クライド・ラスト・ナイト）
11. Baby Fratelli（ベイビー・フラテリ）
12. Got na nuts from a hippy（ガット・マ・ナッツ・フロム・ア・ヒッピー）
13. Ole black 'n' blue eyes（オレ・ブラック・アンド・ブルー・アイズ）
14. Dirty Barry Stole The Bluebird（ダーティ・バリー・ストール・ザ・ブルーバード）
15. Cigarello（シガレロ）

### ビデオ <エンハンスト>
1. Flathead（気取りやフラッツ）
2. Chelsea dagger（チェルシー・ダガー）
3. Henrietta（ヘンリエッタ）

## シングル
日本盤は未発売。
- ヘンリエッタ - Henrietta
- チェルシー・ダガー - Chelsea dagger
- ホィッスル・フォー・ザ・クワイア - Whistle for the choir
- 気取りやフラッツ - Flathead
- ベイビー・フラテリ - Baby Fratelli

### 備考
- 4thシングル『気取りやフラッツ』は全世界のiPod&iTunes CMタイアップ曲に使用された。
- 5thシングル『ベイビー・フラテリ』はCDの他に、USBメモリー・スティックでの7000本限定リリースもされた。